# Ramona, justiciera
Ramona, justiciera es el vigésimo tercer capítulo de la segunda temporada de la serie de televisión argentina Mujeres asesinas. Este episodio se estrenó el día 12 de septiembre de 2006. En el libro de Mujeres Asesinas este capítulo recibe el nombre de Ramona Z. justiciera agregándole el inicial del apellido a la asesina.
Este episodio fue protagonizado por Celeste Cid, en el papel de asesina. Coprotagonizado por Luis Ziembrowski, Graciela Tenembaum y Patricio Contreras. Y la participación de Floria Bloise.

## Desarrollo

### Trama
Ramona (Celeste Cid) es una chica de 18 años. De niña presencio el asesinato de su madre y hermana. Desde ese momento Ramona vive en una constante pesadilla de la cual no logra salir. Se hace adicta a las drogas y para tener su propia plata se dedica a la prostitución. Su abuelo Ceferino (Patricio Contreras) hace todo lo posible por rescatarla de esa situación. Pronto recibe la noticia de que el asesino de su familia es puesto en libertad. En su búsqueda de justicia Ramona asesina a su padrastro Mario (Luis Ziembrowski) en un descuido, dándole de tiros por la espalda.

### Condena
Mario, su padrastro, recibió cinco tiros. Ramona, que acababa de cumplir 21 años, se entregó a la policía. Fue condenada a 8 años de prisión donde terminó sus estudios secundarios. Salió  en libertad a fines de 2007.

## Elenco
- Celeste Cid
- Luis Ziembrowski
- Patricio Contreras
- Graciela Tenenbaum
- Floria Bloise
- Vera Czemerinski